# Ильясов, Явдат Хасанович
Явдат Хасанович Илья́сов (баш. Йәүҙәт Хәсән улы Ильясов, тат. Сәwdәt Xәsәn uğlı Ilyasov, Җәүдәт Хәсән улы Ильясов; 16 февраля 1929, с. Исламбахты Белебеевского кантона Башкирской АССР, ныне Ермекеевского р-на Башкортостана — 19 июня 1982, Ташкент) — советский писатель, автор произведений на темы древней и средневековой истории Средней Азии.

## Биография
Явдат Ильясов — уроженец Башкирии. Отец — столяр-краснодеревщик Хасан-агай Ильясов, волжский татарин. Мать — Сайдикамал Хисаметдинова, происходила из башкирского дворянского (тарханского) рода. Родители расстались,
когда Явдат был ещё младенцем. В 1931 году, после нервного срыва, Сайдикамал завербовалась в Среднюю Азию и уехала в совхоз имени 5-летия УзССР под Янгиюлем. Здесь она вышла замуж за пекаря Али Закирова. Явдат остался в Исламбахтах, воспитывала его бабушка по материнской линии. В 1934 году Сайдикамал забрала сына к себе. В 6 лет Явдат пошёл в узбекскую школу, в 7 лет — в русскую. Совхоз имени 5-летия УзССР произвёл на ребёнка неблагоприятное впечатление.
В 1935 году семья переехала в русское село Новомихайловка, в 3 километрах от совхоза. В 1941 году Ильясов пошёл работать на лубяной завод возчиком кенафа. В 1943 году отчима забрали на фронт. Матери захотелось вернуться на родину, в Исламбахты. Когда вернулись, бабушка была ещё жива, младший брат матери был на фронте. Ильясов работал в колхозе, пас лошадей. В 1944 году мать увезла детей в свеклосовхоз «Зеравшан», Самаркандской области, где проживали родственники Хасан-агая Ильясова. Явдат Ильясов работал трактористом. В 1944 году семья возвратилась в Новомихайловку, куда вернулся с фронта Али Закиров. Ильясов с отчимом пошли работать в пекарню колхоза имени Крупской.
В 1948 году Явдат Ильясов начал работать над своей первой книгой — «Тропа гнева». Окончил педагогическое училище в городе Белорецке, в Башкирии. Работал слесарем, чертёжником, художником-оформителем, заведовал клубом, библиотекой, руководил художественной самодеятельностью; преподавал в школе узбекский язык, рисование, черчение. С 1952 — зав. отделом литературы и искусства, переводчик и корреспондент уфимской газеты «Ленинец», литсотрудник в газетах «Ташкентская правда», «Комсомолец Узбекистана», «Физкультурник Узбекистана», зав. отделом поэзии в журнале «Звезда Востока». Друзья отмечали «его глубочайшее врастание в историю Средней Азии». Художественные произведения Ильясов писал на русском языке, публицистические — на башкирском, русском, татарском, узбекском языках.
Утонул 19 июня 1982 года, купаясь в ташкентском Комсомольском озере (будучи великолепным пловцом). Похоронен на кладбище «Чилонзор ота», в центральной его части.

## Произведения
- Исторические повести и романы «Стрела и солнце» (1954), «Тропа гнева» (1956), «Согдиана» (1959), «Пятнистая смерть» (1964), «Чёрная вдова» (1966), «Золотой истукан» (1973), «Месть Анахиты» (1984); романы «Заклинатель змей» (1979) и «Башня молчания» (1982) об Омаре Хайяме и др.
- Стихи, рассказы, очерки на татарском, башкирском, узбекском и русском языках
- Переводы башкирских, узбекских, каракалпакских, корейских, крымскотатарских поэтов.

Общий тираж книг Ильясова превышает 23 млн экземпляров. Они переведены на башкирский, узбекский, татарский, словацкий языки.